# Голос країни (третій сезон)
Голос країни (третій сезон) — українське вокальне талант-шоу виробництва «1+1 Продакшн». Тренерами нового сезону стали Олег Скрипка, Олександр Пономарьов, Святослав Вакарчук і Тіна Кароль. Прем'єра відбулася 10 березня 2013 року о 20:15 на телеканалі «1+1». Переможницею шоу стала Анна Ходоровська.

## Наосліп
| Випуск  | Тренери та їхні учасники                        | Тренери та їхні учасники                        | Тренери та їхні учасники                            | Тренери та їхні учасники                                      |
| Випуск  | Скрипка                                         | Вакарчук                                        | Кароль                                              | Олександр                                                     |
| ------- | ----------------------------------------------- | ----------------------------------------------- | --------------------------------------------------- | ------------------------------------------------------------- |
| 01      | Рендалл Грегорі Вікторія Корженок               | Марина Маковій Вікторія Олізе                   | Staisha Тарас Мельник                               | Юрій Камбарян Олексій Шпортько Ірена Карська Наталія Ісаченко |
| 02      | Тетяна Ожелевська Камілла Бойко                 | Туфан Чігдем Соня Сухорукова                    | Джові Олеся Корчагіна Зоряна Романів Ольга Сивакова | Сергій Ручкін                                                 |
| 03      | Блез Малаба Тата Підболячна                     | Отар Немсадзе Христина Соловій                  | Євген Анишко «London Hill»                          | Яна Кулик Анна Бєлкіна Тетяна Гуцал                           |
| 04      | Сергій Чуйков Вероніка Дорош Артем Кондратюк    | Дмитро Бабак Лев Ременев                        | Анна Тиха Людмила Мовчан                            | Антоніна Наконечна Ольга Богатиренко                          |
| 05      | Олексій Кірпач Олексій Бойко Людмила Капітонова | Мікаель Кіладзе Анна Лимар Олена Жигарева       | Яна Дрюпіна                                         | Майкл Кіркілан Марта Спиженко                                 |
| 06      | Юлія Ярошенко Іван Сяркевич                     | Ольга Лукачова Анастасія Горохова Юлія Горюнова | Оксана Жорова Олексій Ковальов Радмир Мухтаров      | Ованнес Атоян Анна Ходоровська                                |
| Загалом | 14                                              | 14                                              | 14                                                  | 14                                                            |

## Бої
| Випуск | №  | Учасники           | Учасники           | Учасники           | Учасники           | Пісня                                           | Тренер                              |
| ------ | -- | ------------------ | ------------------ | ------------------ | ------------------ | ----------------------------------------------- | ----------------------------------- |
| 07     | 1  | Юрій Камбарян      | Юрій Камбарян      | Ірена Карська      | Ірена Карська      | Віват, Король!                                  | Олександр Пономарьов (Міхаела Роуз) |
| 07     | 2  | Вікторія Олізе     | Вікторія Олізе     | Олена Жигарєва     | Олена Жигарєва     | Rehab                                           | Святослав Вакарчук (Віталій Климов) |
| 07     | 3  | Олексій Бойко      | Олексій Бойко      | Артем Кондратюк    | Артем Кондратюк    | Confessa                                        | Олег Скрипка (Каша Сальцова)        |
| 07     | 4  | Оксана Жорова      | Оксана Жорова      | Ольга Сивакова     | Ольга Сивакова     | «Всегда быть вместе не могут люди» («Ищу тебя») | Тіна Кароль (Ніна Матвієнко)        |
| 07     | 5  | Майкл Кіркілан     | Майкл Кіркілан     | Антоніна Наконечна | Антоніна Наконечна | Let my people go                                | Олександр Пономарьов (Міхаела Роуз) |
| 07     | 6  | Юлія Горюнова      | Юлія Горюнова      | Христина Соловій   | Христина Соловій   | Ой летіли дикі гуси                             | Святослав Вакарчук (Віталій Климов) |
| 07     | 7  | Євген Анишко       | Євген Анишко       | London Hill        | London Hill        | Lady                                            | Тіна Кароль (Ніна Матвієнко)        |
| 07     | 8  | Вікторія Корженюк  | Вікторія Корженюк  | Людмила Капітанова | Людмила Капітанова | Квітка-душа                                     | Олег Скрипка (Каша Сальцова)        |
| 07     | 9  | Анна Лимар         | Анна Лимар         | Дмитро Бабак       | Дмитро Бабак       | Ты меня никогда не забудешь                     | Святослав Вакарчук (Віталій Климов) |
| 08     | 10 | Олексій Шпортько   | Олексій Шпортько   | Наталя Ісаченко    | Наталя Ісаченко    | Любовь которой больше нет                       | Олександр Пономарьов (Міхаела Роуз) |
| 08     | 11 | Іван Сяркевич      | Іван Сяркевич      | Блез Малабу        | Блез Малабу        | Ніч яка місячна                                 | Олег Скрипка (Каша Сальцова)        |
| 08     | 12 | Анна Тиха          | Анна Тиха          | Олексій Ковальов   | Олексій Ковальов   | Lenny Kravitz                                   | Тіна Кароль (Ніна Матвієнко)        |
| 08     | 13 | Яна Кулик          | Яна Кулик          | Анна Ходоровська   | Анна Ходоровська   | Шопен                                           | Олександр Пономарьов (Міхаела Роуз) |
| 08     | 14 | Туфан Чігдем       | Туфан Чігдем       | Марина Маковій     | Марина Маковій     | Smoke On The Water                              | Святослав Вакарчук (Віталій Климов) |
| 08     | 15 | Тетяна Ожелевська  | Тетяна Ожелевська  | Тата Підболячна    | Тата Підболячна    | Bang Bang                                       | Олег Скрипка (Каша Сальцова)        |
| 08     | 16 | Ольга Богатиренко  | Ольга Богатиренко  | Марта Спіженко     | Марта Спіженко     | Прованс                                         | Олександр Пономарьов (Міхаела Роуз) |
| 08     | 17 | Олексій Кирпач     | Олексій Кирпач     | Сергій Чуйков      | Сергій Чуйков      | Oh, Pretty Woman                                | Олег Скрипка (Каша Сальцова)        |
| 08     | 18 | Яна Дрюпіна        | Яна Дрюпіна        | Staisha            | Staisha            | Весна                                           | Тіна Кароль (Ніна Матвієнко)        |
| 08     | 19 | Анастасія Горохова | Анастасія Горохова | Отар Немсадзе      | Отар Немсадзе      | BAD                                             | Святослав Вакарчук (Віталій Климов) |
| 09     | 20 | Радмир Мухтаров    | Радмир Мухтаров    | Тарас Мельник      | Тарас Мельник      | Обернитесь                                      | Тіна Кароль (Ніна Матвієнко)        |
| 09     | 21 | Рендалл Грегорі    | Рендалл Грегорі    | Вероніка Дорош     | Вероніка Дорош     | Long Train Running                              | Олег Скрипка (Каша Сальцова)        |
| 09     | 22 | Ганна Бєлкіна      | Ганна Бєлкіна      | Тетяна Гуцал       | Тетяна Гуцал       | Одна калина                                     | Олександр Пономарьов (Міхаела Роуз) |
| 09     | 23 | Соня Сухорукова    | Соня Сухорукова    | Ольга Лукачова     | Ольга Лукачова     | Beautiful                                       | Святослав Вакарчук (Віталій Климов) |
| 09     | 24 | Людмила Мовчан     | Людмила Мовчан     | Джові              | Джові              | Sleeping in my car                              | Тіна Кароль (Ніна Матвієнко)        |
| 09     | 25 | Лев Ременєв        | Лев Ременєв        | Мікаель Кіладзе    | Мікаель Кіладзе    | Солдат                                          | Святослав Вакарчук (Віталій Климов) |
| 09     | 26 | Камілла Бойко      | Камілла Бойко      | Юлія Ярошенко      | Юлія Ярошенко      | Whats going on                                  | Олег Скрипка (Каша Сальцова)        |
| 09     | 27 | Олеся Корчагіна    | Олеся Корчагіна    | Зоряна Романів     | Зоряна Романів     | Ой верше мій, верше                             | Тіна Кароль (Ніна Матвієнко)        |
| 09     | 28 | Ованнес Атоян      | Ованнес Атоян      | Сергій Ручкін      | Сергій Ручкін      | Baila Morena                                    | Олександр Пономарьов (Міхаела Роуз) |

## Супербої
| Випуск | № | Учасники           | Учасники          | Пісня                               | Пісня                   | Тренер               |
| ------ | - | ------------------ | ----------------- | ----------------------------------- | ----------------------- | -------------------- |
| 10     | 1 | Майкл Кіркілан     | Анна Ходоровська  | Не тревожь мне душу, скрипка        | I believe I Can Fly     | Олександр Пономарьов |
| 10     | 2 | Дмитро Бабак       | Христина Соловій  | Hallelujah                          | Sous le ciel de Paris   | Святослав Вакарчук   |
| 10     | 3 | Ольга Сивакова     | Джові             | Любовь настала                      | Клён                    | Тіна Кароль          |
| 10     | 4 | Олена Жигарєва     | Камілла Бойко     | Russian Roulette                    | If I ain't Got You      | Олег Скрипка         |
| 10     | 5 | Сергій Ручкін      | Ольга Богатиренко | Романс                              | Adagio                  | Олександр Пономарьов |
| 10     | 6 | Вікторія Олізе     | Блез Малабу       | Sunny                               | Думи мої, думи          | Святослав Вакарчук   |
| 10     | 7 | Юлія Горюнова      | Тарас Мельник     | Color of the night                  | We found love           | Тіна Кароль          |
| 10     | 8 | Артем Кондратюк    | Олексій Кірпач    | Соколята                            | Knockin On Heavens Door | Олег Скрипка         |
| 11     | 1 | Людмила Капітанова | Тетяна Ожелевська | Ой у вишневому саду                 | Коханий                 | Олег Скрипка         |
| 11     | 2 | Радмир Мухтаров    | Наталія Ісаченко  | Behind blue eyes                    | My all                  | Олександр Пономарьов |
| 11     | 3 | London Hill        | Олеся Корчагіна   | Рідна мати моя                      | Je veux                 | Тіна Кароль          |
| 11     | 4 | Соня Сухорукова    | Мікаель Кіладзе   | Family Portrait                     | Maxinji Var             | Святослав Вакарчук   |
| 11     | 5 | Ганна Бєлкіна      | Юрій Камбарян     | Run to you                          | Мелодия                 | Олександр Пономарьов |
| 11     | 6 | Туфан Чіґдем       | Отар Немсадзе     | I Don't Wanna Miss a Thing          | Jesus Christ Superstar  | Святослав Вакарчук   |
| 11     | 7 | Олексій Ковальов   | Staisha           | Берега                              | Don't speak             | Тіна Кароль          |
| 11     | 8 | Рендалл Грегорі    | Іван Сяркевич     | Can't Help Falling in Love with You | Очі волошкові           | Олег Скрипка         |

## Прямі ефіри

### Чвертьфінал
| Випуск | №  | Учасники                                                                           | Пісня                                                                              | Тренер                                                                             |
| ------ | -- | ---------------------------------------------------------------------------------- | ---------------------------------------------------------------------------------- | ---------------------------------------------------------------------------------- |
| 12     | 1  | Сергій Ручкін                                                                      | Сэра                                                                               | Олександр Пономарьов                                                               |
| 12     | 2  | Анна Ходоровська                                                                   | I Guess I Loved You                                                                | Олександр Пономарьов                                                               |
| 12     | 3  | Юрій Камбарян                                                                      | Потолок ледяной                                                                    | Олександр Пономарьов                                                               |
| 12     | 4  | Радмир Мухтаров                                                                    | Skyfall                                                                            | Олександр Пономарьов                                                               |
| 12     | 5  | О.Пономарьов, С.Ручкін, А.Ходоровська, Ю.Камбарян та Р.Мухтаров «We Will Rock You» | О.Пономарьов, С.Ручкін, А.Ходоровська, Ю.Камбарян та Р.Мухтаров «We Will Rock You» | О.Пономарьов, С.Ручкін, А.Ходоровська, Ю.Камбарян та Р.Мухтаров «We Will Rock You» |
| 12     | 6  | Тетяна Ожелевська                                                                  | Я стану морем                                                                      | Олег Скрипка                                                                       |
| 12     | 7  | Іван Сяркевич                                                                      | Гей, соколи                                                                        | Олег Скрипка                                                                       |
| 12     | 8  | Олена Жигарєва                                                                     | Titanium                                                                           | Олег Скрипка                                                                       |
| 12     | 9  | Артем Кондратюк                                                                    | Вічне кохання                                                                      | Олег Скрипка                                                                       |
| 12     | 10 | О.Скрипка, Т.Ожелевська та О.Жигарєва «Пісня Вакули»                               | О.Скрипка, Т.Ожелевська та О.Жигарєва «Пісня Вакули»                               | О.Скрипка, Т.Ожелевська та О.Жигарєва «Пісня Вакули»                               |
| 12     | 11 | Блез Малабу                                                                        | Parla piu piano                                                                    | Святослав Вакарчук                                                                 |
| 12     | 12 | Мікаель Кіладзе                                                                    | Я піду в далекі гори                                                               | Святослав Вакарчук                                                                 |
| 12     | 13 | Христина Соловій                                                                   | Ederlazy                                                                           | Святослав Вакарчук                                                                 |
| 12     | 14 | Отар Немсадзе                                                                      | Ой чий то кінь стоїть                                                              | Святослав Вакарчук                                                                 |
| 12     | 15 | Отар Немсадзе та Мікаель Кіладзе «Грузинська нар.пісня»                            | Отар Немсадзе та Мікаель Кіладзе «Грузинська нар.пісня»                            | Отар Немсадзе та Мікаель Кіладзе «Грузинська нар.пісня»                            |
| 12     | 16 | Ольга Сивакова                                                                     | Пошлю его на…                                                                      | Тіна Кароль                                                                        |
| 12     | 17 | London Hill                                                                        | Come Together                                                                      | Тіна Кароль                                                                        |
| 12     | 18 | Олексій Ковальов                                                                   | Знаєш                                                                              | Тіна Кароль                                                                        |
| 12     | 19 | Тарас Мельник                                                                      | Она любила летать по ночам                                                         | Тіна Кароль                                                                        |
| 12     | 20 | Тіна Кароль «Помню»                                                                | Тіна Кароль «Помню»                                                                | Тіна Кароль «Помню»                                                                |

### Півфінал
| Випуск | №                                                           | Тренер                                                      | Учасники                                                    | Пісня |
| ------ | ----------------------------------------------------------- | ----------------------------------------------------------- | ----------------------------------------------------------- | ----- |
| 13     |                                                             |                                                             |                                                             |       |
| 1      | Олег Скрипка                                                | Іван Сяркевич                                               | Livin La Vida Loca                                          |       |
| 2      | Олег Скрипка                                                | Артем Кондратюк                                             | Доля                                                        |       |
| 3      | Олег Скрипка, Іван Сяркевич та Артем Кондратюк «Черемшина»  | Олег Скрипка, Іван Сяркевич та Артем Кондратюк «Черемшина»  | Олег Скрипка, Іван Сяркевич та Артем Кондратюк «Черемшина»  |       |
| 4      | Олександр Пономарьов                                        | Анна Ходоровська                                            | Оправдаешь ли ты                                            |       |
| 5      | Олександр Пономарьов                                        | Сергій Ручкін                                               | Чорнобривці                                                 |       |
| 6      | Олександр Пономарьов «Доню, доню моя»                       | Олександр Пономарьов «Доню, доню моя»                       | Олександр Пономарьов «Доню, доню моя»                       |       |
| 7      | Тіна Кароль                                                 | Тарас Мельник                                               | Беги по небу                                                |       |
| 8      | Тіна Кароль                                                 | London Hill                                                 | Maybe Tomorrow                                              |       |
| 9      | Тіна Кароль, Тарас Мельник та London Hill «Ніжно»           | Тіна Кароль, Тарас Мельник та London Hill «Ніжно»           | Тіна Кароль, Тарас Мельник та London Hill «Ніжно»           |       |
| 10     | Святослав Вакарчук                                          | Христина Соловій                                            | Полетів би-м на край світа                                  |       |
| 11     | Святослав Вакарчук                                          | Отар Немсадзе                                               | You can leave your hat on                                   |       |
| 12     | Христина Соловій та Отар Немсадзе «Чорнії брови, карії очі» | Христина Соловій та Отар Немсадзе «Чорнії брови, карії очі» | Христина Соловій та Отар Немсадзе «Чорнії брови, карії очі» |       |

### Фінал
| Випуск        | №                                       | Тренер                                  | Учасники                | Пісня |
| ------------- | --------------------------------------- | --------------------------------------- | ----------------------- | ----- |
| 14            |                                         |                                         |                         |       |
| Перша частина |                                         |                                         |                         |       |
| 1             | Святослав Вакарчук                      | Отар Немсадзе                           | Очи чёрные              |       |
| 2             | Тіна Кароль                             | Тарас Мельник                           | Ти-найкраща з людей     |       |
| 3             | Олександр Пономарьов                    | Анна Ходоровська                        | А напоследок я скажу    |       |
| 4             | Олег Скрипка                            | Артем Кондратюк                         | Марічка                 |       |
| Друга частина |                                         |                                         |                         |       |
| 5             | Олександр Пономарьов і Анна Ходоровська | Олександр Пономарьов і Анна Ходоровська | Він чекає на неї        |       |
| 6             | Артем Кондратюк і Олег Скрипка          | Артем Кондратюк і Олег Скрипка          | Країна мрій             |       |
| 7             | Святослав Вакарчук та Отар Немсадзе     | Святослав Вакарчук та Отар Немсадзе     | Під Облачком            |       |
| Третя частина |                                         |                                         |                         |       |
| 8             | Святослав Вакарчук                      | Отар Немсадзе                           | I Believe I Can Fly     |       |
| 9             | Олександр Пономарьов                    | Анна Ходоровська                        | The Winner Takes It All |       |